# Ryuma Nakano
Ryuma Nakano (japanisch 中野 瑠馬 Nakano Ryuma; * 6. Oktober 2002 in der Präfektur Osaka) ist ein japanischer Fußballspieler.

## Karriere

### Verein
Ryuma Nakano erlernte das Fußballspielen in der Jugend von Kyōto Sanga sowie in der Universitätsmannschaft der Ritsumeikan-Universität. Seinen ersten Vertrag unterschrieb er im Februar 2025 bei seinem Jugendverein Kyōto Sanga. Der Verein aus Kyōto spielt in der ersten Liga, der J1 League. Sein Erstligadebüt gab Ryuma Nakano am 30. Juni 2024 (21. Spieltag) im Auswärtsspiel gegen Shonan Bellmare. Bei dem 1:0-Auswärtserfolg wurde er in der 90.+1 Minute für Kazunari Ichimi eingewechselt.

### Nationalmannschaft
Ryuma Nakano spielte 2018 fünfmal für die japanische U16-Nationalmannschaft. Hier kam er bei der U17-Asienmeisterschaft zum Einsatz. 2019 spielte er einmal für die U18-Nationalmannschaft.